# Apollo 9
Apollo 9 was een testmissie met alle modules die nodig waren voor een maanlanding. De maanlander (LM, Lunar Module) en de besturingmodule (CSM, Command Service Module) werden in een baan om de aarde gebracht door een Saturnus V-raket. In de ruimte werd de koppeling tussen de LM en de CSM geoefend. Ook voerden de astronauten (Russell Schweickart, David Scott en James McDivitt) nog ruimtewandelingen uit en testten ze een nieuw ruimtepak.
De Apollo 9-capsule landde 290 km ten oosten van de Bahama's in de Atlantische Oceaan en de bemanning werd met een helikopter opgepikt en vervoerd naar de USS Guadalcanal.
Het bemanningcompartiment van de maanlander (ascent stage) stortte op 23 oktober 1981 neer, het lanceerplatform van de maanlander (descent stage) op 22 maart 1969.
De Command Module Gumdrop wordt tentoongesteld in het San Diego Aerospace Museum te San Diego, Californië.

## De anticlimax-missie
De missie van Apollo 9 had niet dezelfde impact als de circumlunaire missie van Apollo 8, dat kwam omdat Apollo 9 slechts in de buurt van de aarde bleef. Het grote publiek begreep niet dat tijdens Apollo 9 enkele cruciale taken werden uitgevoerd, zoals het koppelen en ontkoppelen van twee totaal verschillend uitziende ruimtetuigen in een baan om de aarde.

## Snapshotfoto laatstekwartiersmaan
Gedurende de missie van Apollo 9 werd een snapshotfoto van de laatstekwartiersmaan gemaakt (AS09-23-3500). Deze foto toont het doel (de maan) dat in juli 1969 bereikt zou worden d.m.v. de bemande maanlander van Apollo 11.

## Rode helmen
Tijdens de ruimtewandelingen van David Scott en Russell Schweickart werden rode helmen gedragen. Deze rode helmen zijn gemakkelijk te herkennen in de foto's die genomen zijn door zowel Scott als Schweickart. Apollo 9 was de eerste en enige missie waarin dit soort helmen werden gedragen. Foto's genomen tijdens eerdere oefeningen op aarde, met zilverkleurige modellen van Grumman's maanlander, tonen ook astronauten die rode helmen dragen. 
|  |